# Мясник с B1
«Мясни́к с B1» (англ. B1 Butcher) — прозвище непойманного серийного убийцы, предположительно ответственного за смерть пяти или более женщин, чьи расчленённые тела находили вдоль Натиональштрассе B1 в Намибии в период с 2005 по 2007 год. «Мясником» убийца был прозван за профессионализм, с которым он расчленял тела своих жертв.
В 2007 году уроженец Германии, обвинённый в изнасиловании, подозревался в убийствах, однако после длительного заключения за неимением улик подозрения с него были сняты. В 2008 году попал под подозрение мужчина, покончивший с собой, но не нашлось весомых доказательств его причастности к убийствам.